# Julien Girard
Pour les articles homonymes, voir Girard.
Julien Nicolas Girard, né le 1er juin 1820 à Pointe-à-Pitre et mort le 4 mars 1898 à Paris est un agrégé de lettres, latiniste, professeur et proviseur de lycée. 

## Biographie
Fils de Nicolas Girard, un négociant homme de couleur libre, d'une famille implantée en Guadeloupe de longue date, le jeune Julien arrive en France à l'âge de neuf ans à la suite de la mort de son père, où il est recueilli par son oncle Clément Girard, magistrat à Paris[réf. nécessaire]. Il est interne à l'Institution Labrousse et suit ses cours au lycée Bourbon. Lauréat du Concours général, c'est un excellent élève. Il est condisciple d'un fils du roi Louis-Philippe, le futur duc d'Aumale avec lequel il fraternise.
Il entre à École normale en 1840 et est reçu premier à l'agrégation de lettres en 1843. Il commence sa carrière comme professeur de rhétorique au lycée de Bourges, puis revient à Paris au collège royal Bourbon puis au collège royal Charlemagne où il est titularisé.

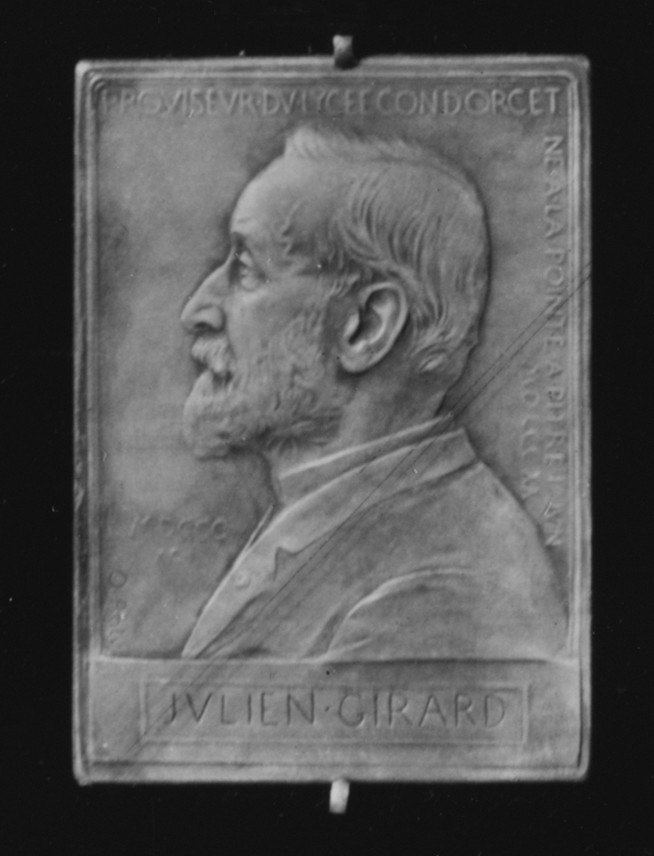
Plaquette gravée par Oscar Roty en 1891.

Il enseigne dans plusieurs lycées parisiens entre 1848 et 1854. Au lycée Condorcet (alors lycée Impérial Bonaparte), il a pour élève le futur président Sadi Carnot. En 1855, il est nommé maître de conférences de langue et de littérature latine à l'École normale. En 1868, il devient proviseur du lycée Louis-le-Grand et en 1878 proviseur du lycée Condorcet et travaille en 1885 à l'élaboration des programmes de l'enseignement secondaire jusqu'à son départ à la retraite anticipée pour raisons de santé en 1892, à cette occasion il est nommé inspecteur général de l'Instruction publique à titre honoraire.
Il se marie en 1849 avec Hortense Manisse, le couple a trois enfants, une fille et deux garçons : Paul Girard, helléniste et archéologue, Laurence Girard qui se mariera avec Marcel Lambert[réf. nécessaire], et Pierre Girard, diplomate, consul de France à Alexandrie puis à Hambourg. Il est fait chevalier de la Légion d'honneur le 4 mars 1874.

## Publications
- En collaboration avec Albert Fedel, Contiones latinae. Sive orationes. Ex Tito Livio, Sallustio, Caesare, Tacito, Q. Curtio, Ammiano Marcellino. Librairie Ch. Delagrave. s.d. [1901], IV-869 pages (réédition). Recueil de textes d'auteurs latins.
- Epitome historiæ grecquæ, Hachette, 1890.